# 마테우시 클리흐
마테우시 안제이 클리흐(폴란드어: Mateusz Andrzej Klich, 1990년 6월 13일 ~ )는 폴란드의 축구 선수로, 현재 미국 메이저 리그 사커의 D.C. 유나이티드에서 미드필더로 뛰고 있다.